# Tuccia (cràter)
Tuccia és un cràter amb coordenades planetocèntriques de -38.55 ° de latitud nord i 348.21 ° de longitud est, sobre la superfície de l'asteroide del cinturó principal (4) Vesta. Fa 11.65 km de diàmetre. El nom adoptat com a oficial per la UAI el 30 de setembre de 2011 fa referència a Túccia, verge vestal romana.